# Charles Liebrechts

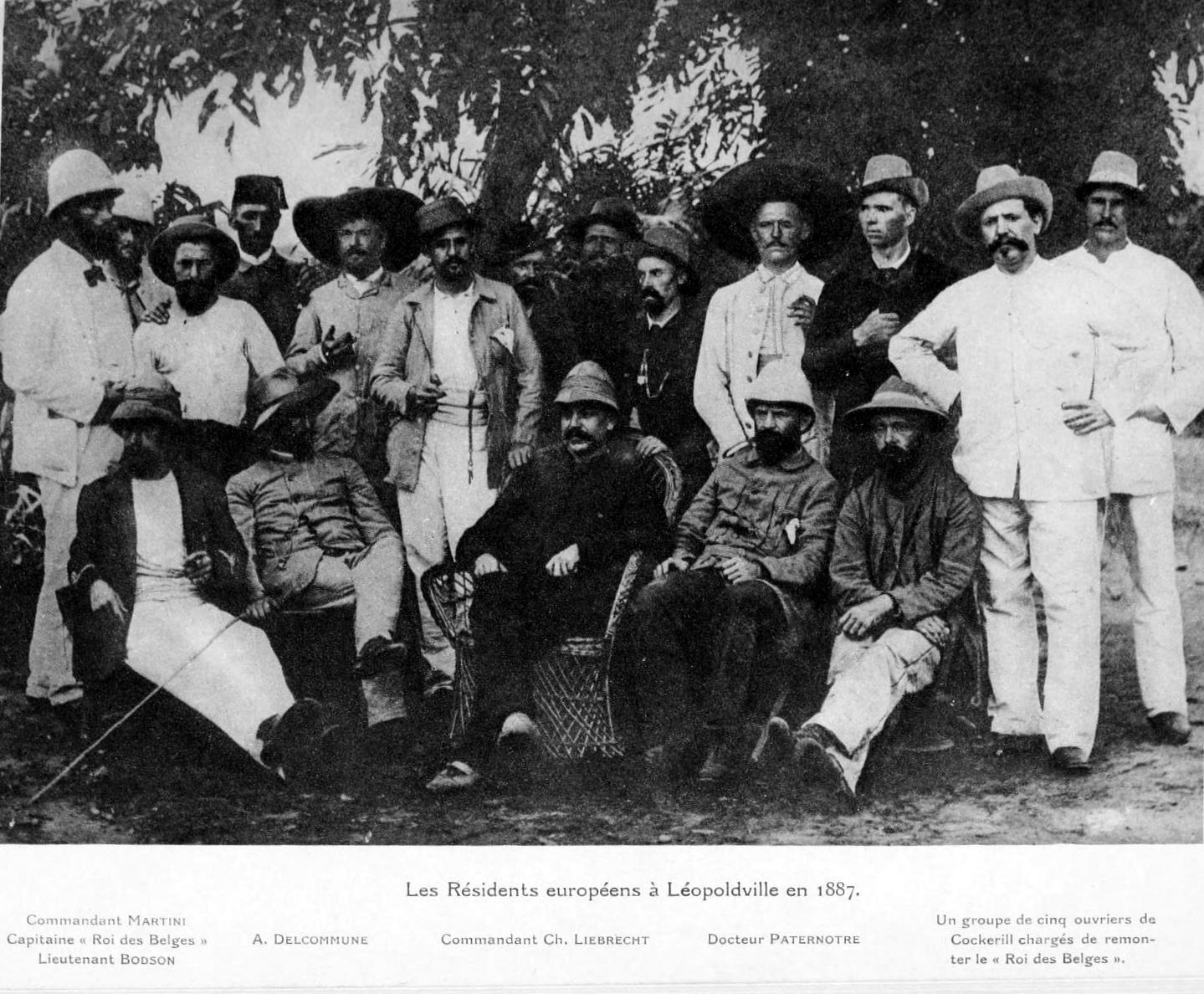
Liebrechts (centraal gezeten) in 1887

Charles Adolphe Marie Liebrechts (Antwerpen, 7 mei 1858 – Brussel, 14 juli 1938) was een Belgisch officier en hoog ambtenaar in de Onafhankelijke Congostaat.

## Carrière
Liebrechts ging op zijn zestiende bij het leger en schreef zich op zijn twintigste in aan de Militaire School. Generaal Alexandre Nicaise rekruteerde de jonge artillerieofficier in 1882 voor Congo. Hij reisde af met twee Kruppkanonnen om Henry Morton Stanley te helpen bij de heimelijke stichting van Leopolds Congostaat. In Bolobo beschoot Liebrechts de inlanders, waarop Stanley hem het commando over de post gaf. De inlanders kwamen terug en brandden zijn station in november 1883 plat. Het werd Liebrechts niet ten kwade geduid, want in 1885 werd hem de post Équateur toevertrouwd. Het volgende jaar nam hij verlof in België. In 1887 keerde hij terug naar de Onafhankelijke Congostaat om er het belangrijke station Stanley Pool te besturen. Hij deed dit tot tevredenheid van de koloniale macht en werd in 1888 bevorderd tot districtscommissaris.
Het volgende jaar ging Liebrechts in Brussel aan de slag op het binnenlanddepartement van de centrale administratie, onder Camille Janssen. Hij werd in juli 1891 secretaris-generaal van dat departement, met enkel staatssecretaris Edmond van Eetvelde nog boven hem. In 1897 zat hij het organiserend comité voor van de Koloniale Tentoonstelling in Tervuren. In de nasleep hiervan kreeg hij de taak om een Congomuseum op te richten. Hij kwam in aanvaring met verbindingsman Théodore Masui, die ontslag moest nemen.
Na Van Eetveldes vertrek in 1898 bleef het staatssecretariaat vacant en ging Liebrechts behoren tot de hoogste verantwoordelijken voor de politiek in de kolonie. Leopold ontving hem in audiëntie zoals een minister en liet hem de decreten van de Onafhankelijke Congostaat mee ondertekenen. In 1904 trad hij als getuige op in het proces-Guy Burrows te Londen. Hij droeg er mee toe bij dat de onthullingen van deze ex-koloniaal bij gebrek aan bewijs als laster werden afgedaan. Het volgende jaar kwam de Commissie-Janssens met bezwarende bevindingen over de toestand in de kolonie. Dit zette tongen in beweging. Ook Liebrechts kwam in opspraak vanwege belangenvermenging met de Congolese concessievennootschappen (in het bijzonder de Société anversoise de commerce au Congo, waarvan zijn schoonvader Gustave Deymann medeoprichter was en zijn broer Louis Liebrechts directeur). Rechter Marcellin De Saegher schreef dat hij Louis schuldig achtte aan wreedheden in Congo en Charles aan het toedekken ervan. Niettemin bleef hij in functie tot de overdracht van Congo aan België in 1908. Daarna nam zijn koloniale betrokkenheid de vorm aan van een resem mandaten in commerciële bedrijven.
Hardnekkig en energiek bleef hij de wreedheden in de Onafhankelijke Congostaat goedpraten, dikwijls in stukken die hij ondertekende als Un vieux Congolais. Koning Albert maakte hem in 1933 baron.

## Mandaten
- Société commerciale et financière africaine (bestuurder)
- Chemin de fer du Congo supérieur aux Grands Lacs (bestuurder)
- Compagnie belge maritime du Congo (regeringscommissaris)
- Société maritime du Congo (regeringscommissaris)
- Compagnie du Kasaï (bestuurder)
- groep-John Cockerill (bestuurder)
- Compagnie du Katanga (regeringsafgevaardigde)
- Chemin de fer du Bas-Congo au Katanga (kolonieafgevaardigde)

## Publicaties
- Souvenirs d'Afrique. Congo. Léopoldville, Bolobo, Equateur (1883-1889), 1909
- Congo. Suite à mes souvenirs d'Afrique. Vingt années à l'Administration centrale de l'Etat indépendant du Congo (1889-1908), 1920
- Léopold II, fondateur d'empire, 1932

## Voetnoten
1. ↑  "Liebrechts est un animal et un brute. Il est couvert par la personnalité de son frère et ses mandataires, c'est un vulgaire meurtrier qui tuait à coups de revolver les chefs des villages qui n'apportaient pas assez de caoutchouc."